# ブルタコ
ブルタコ (Bultaco Compañía Española de Motores S.A. ) は1958年から1983年まで存在していたスペインのオートバイメーカーである。主に2ストロークエンジンのオートバイを製造していた。

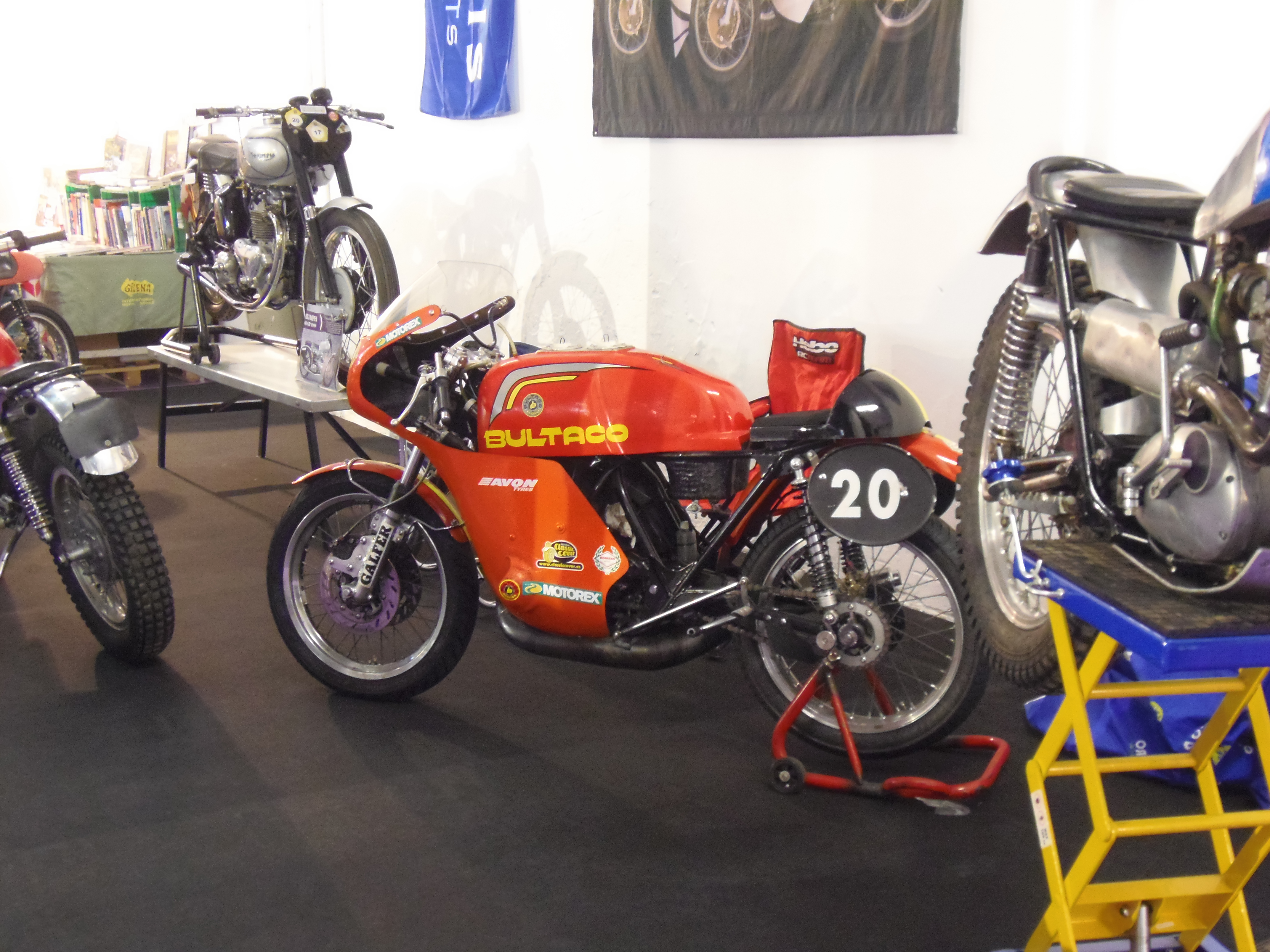
ブルタコ・360（1972）

MotoGPのトップライダーのひとりであるセテ・ジベルナウは、ブルタコの創設者であるフランシスコ・ブルトの孫にあたる。

## 設立
ブルタコの起源は1958年に遡る。
1944年、フランシスコ・"パコ"・ブルトとペドロ・ペルマニエルによってオートバイメーカーであるモンテッサが設立された。設立後の数年間は順調に成長を続け、レース活動でも成功を収めたモンテッサは、1957年にはより大きな工場に移転した。しかし、スペインの景気後退の影響もあって移転に時間がかかり、その間生産はストップしてしまった。このことによって、会社の経営を維持するためにはレース活動から撤退すべきとするペルマニエルと、レース活動によって得られる技術的な専門知識こそが会社の推進力であるとするブルトの間には深刻な意見の相違が生まれ、結局妥協点を見出せなかったブルトはモンテッサを離れて彼が持つ他の事業に集中することを決意した。レース活動推進派のブルトが会社を離れたことにより、程なくしてモンテッサのレース部門は大幅に縮小された。
その後、ブルトは元モンテッサのレース部門スタッフの招きに応じてミーティングに出席し、その数日後に新しい会社の設立を打診された。レース活動への復帰を望む元スタッフの熱心な説得によって説き伏せられたブルトは所有していた古い農場でブルタコ社を開業し、1959年3月24日、記者を招いて第1号モデルである125ccのロードモデル、トララ101（ Trala 101、スペイン語で「鞭の先」を意味する）を発表した。そしてその2ヵ月後、スペインGP（この年は世界選手権ではない）において上位10台中7台をブルタコのマシンが占めた。

## 社名とロゴ
社名のブルタコ ( BULTACO ) は、ブルトの姓 ( Bulto ) と彼のニックネームである"パコ" ( Paco ) を結合させたものである。この名前は、ブルタコの最初の契約ライダーの一人でありブルトの親友でもあったジブラルタル出身のレーサー、ジョン・グレイスの提案によって名付けられた。また、正式な社名の Compañía Española de Motores S.A. は、しばしば頭文字をとって CEMOTO と略される。
ブルタコのロゴマーク（サムズアップのイラストの周りを"BULTACO"の文字が取り囲む）は、ブルトがイギリス人ライダーのデビッド・ウィットワースがピットクルーに「全て順調」の合図を送っているのを見て着想を得たものである。

## 主なモデル

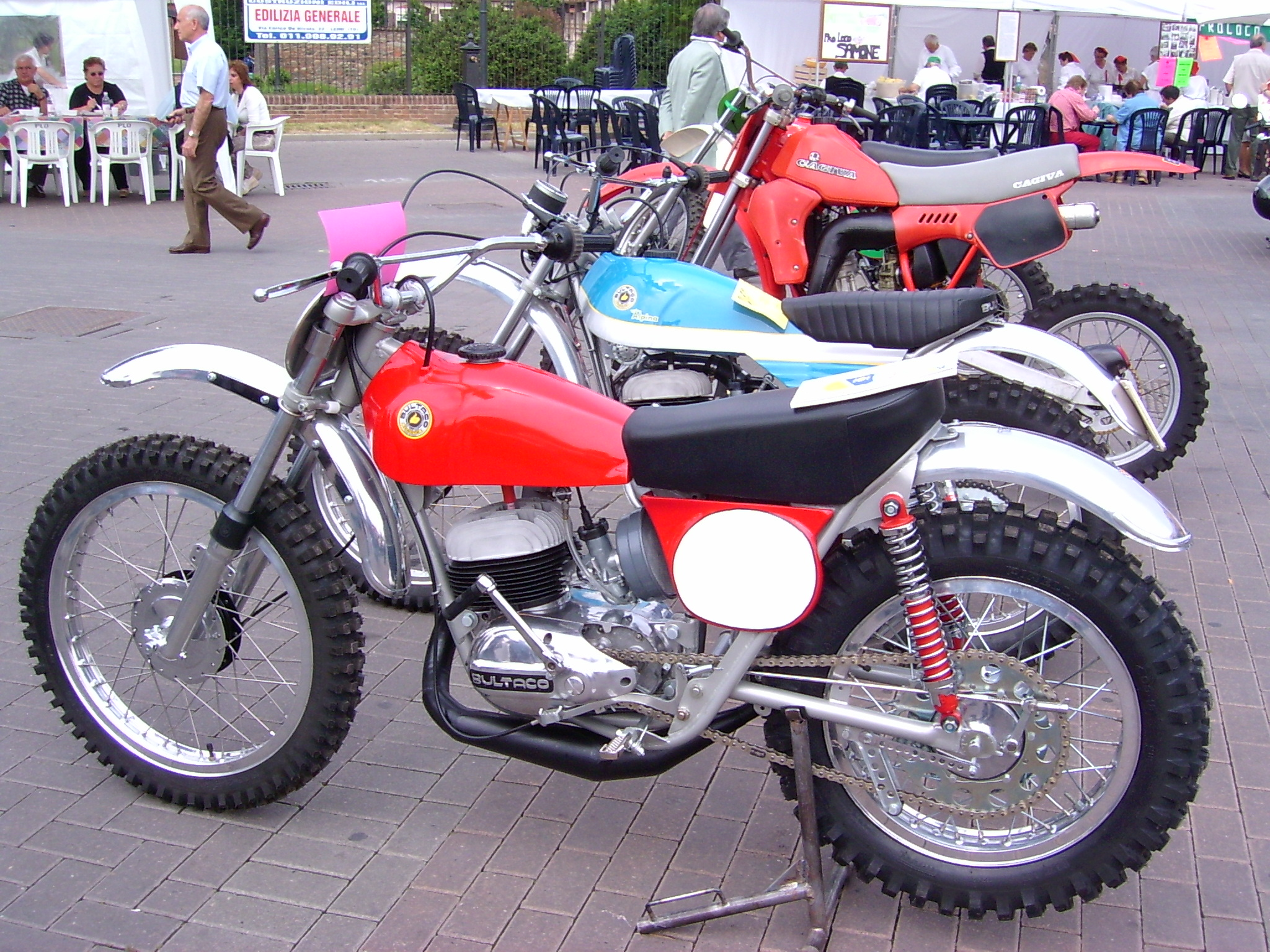
ブルタコ MX

ブルタコはオンロードモデルやロードレーサーも造っていたが、最も得意としていたのはモトクロスやエンデューロ、トライアルといったオフロード競技用のモデルであった。
ブルタコの歴代モデルの中で最も有名なのは、1960年代にトライアル競技に革命を起こしたシェルパT ( SHERPA T ) であろう。イギリス発祥の競技であるトライアルでは、当時は大きく重い4ストロークエンジンのオートバイが使われていた。ところがアイルランドのトップライダーであるサミー・ミラーはブルトが製作したこの軽量な2ストロークマシンを使って、重い4ストロークマシンをたった一晩で時代遅れにしてしまったのである。ミラーは1965年に過酷さで知られるスコットランド・6デイズ・トライアルに勝利すると、1967年と1968年にも勝利を再現し、1968年と1970年にはトライアルのヨーロッパ選手権タイトルを獲得した。この活躍に刺激されてヨーロッパや後にはアメリカでトライアルの人気が高まり、ブルタコにとっては得意分野の市場が活性化するという好循環をもたらした。更に1970年代にはブルタコのマシンはトライアル世界選手権で8回タイトルを獲得し、スコットランド・6デイズ・トライアルでは4勝している。
ブルタコのアメリカ市場における重要なモデルであるプルサン ( PURSANG ) は良好なハンドリングとパワフルな250ccのエンジンを持つ、スピードを競うあらゆる種類のオフロードレースにもすぐに出場できる競技用オートバイである。後にこのモデルは125cc、360cc、370ccにラインナップを拡大され、トライアルのシェルパ、フラットトラックのアストロ ( ASTRO ) 、トレールのマタドール ( MATADOR ) と並んで特定の種類のレースへの出場を目指すユーザーに的を絞ったモデルであった。
ブルタコが製造するオートバイは、一部のモデルを除いてそのほとんどが単気筒の空冷2ストロークエンジンであった。エンジンオイルは混合給油方式で、ユーザーは予めガソリンとオイルを混合する必要があった。
スペインのバルセロナで製造されたブルタコ製オートバイは世界中のあらゆる国へ輸出されたが、最終的にはアメリカが最大のマーケットとなった。アメリカでは購入してすぐにレースに出場できるオートバイとして、レーサーを目指す人々に人気を博した。
また、決してロードレーサーの開発が苦手だったわけではなく、ロードレース世界選手権の50ccクラスでは1976年、1977年、1978年、1981年にブルタコのマシンに乗るライダーがチャンピオンとなっている。

## 終焉
政情不安と市場の冷え込みにより、ブルタコの生産は1979年にストップした。1980年には一旦生産を再開したものの、1983年には再び工場は閉鎖された。
1998年、フランスのオートバイメーカーであるシェルコのオーナー、マーク・テシエが、自社で発売するトライアルモデルにブルタコブランドを使用するため、ブルタコの商標に関する権利を買い取った。このオートバイはブルタコ・シェルコ ( Bultaco Sherco ) として発売されたが、2000年にはシェルコ・バイ・ブルタコ ( Sherco by Bultaco ) と名を変え、2001年からはブルタコの名は冠されなくなった。

## ギャラリー

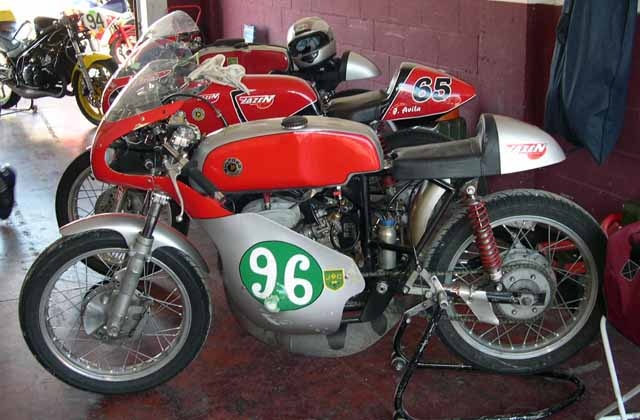
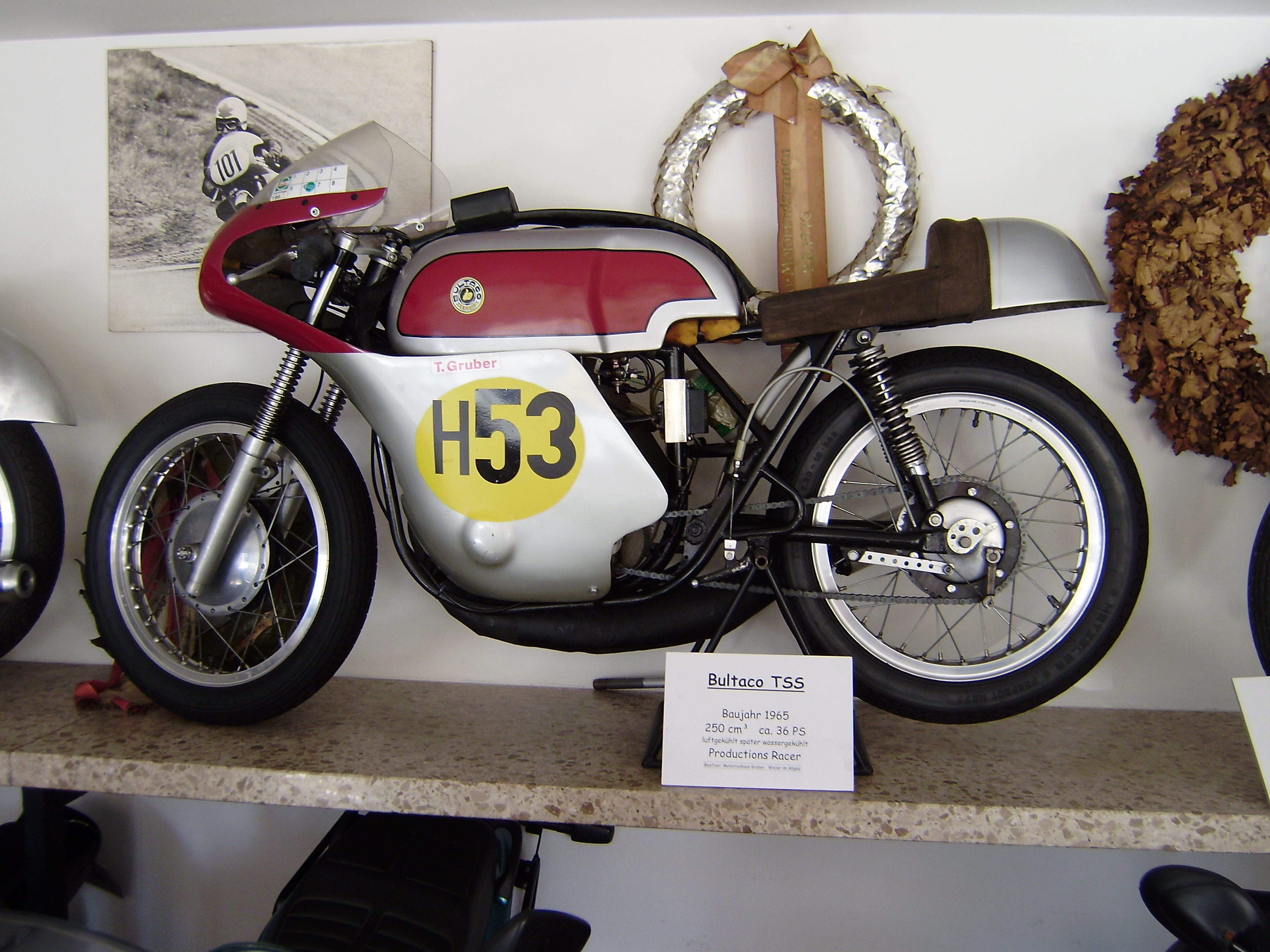
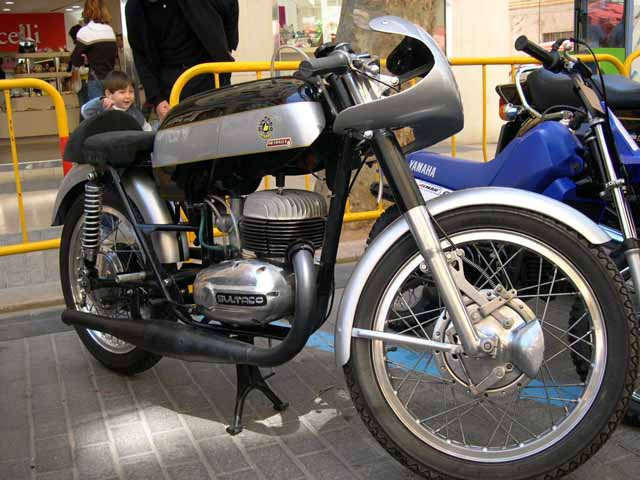
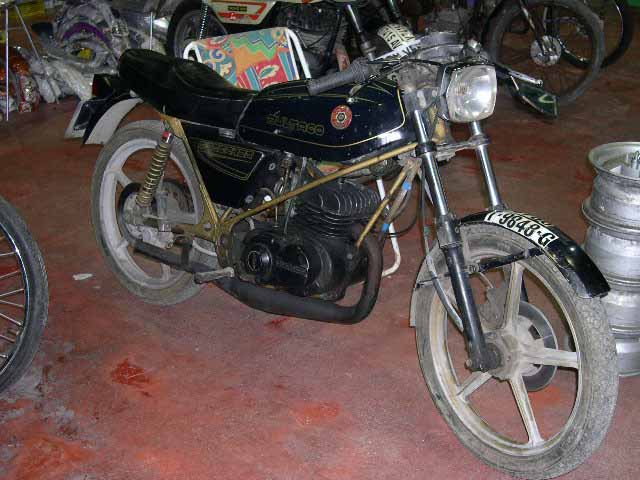